# Фунакоси, Кэннэт Ёсинобу
Кеннэт Ёсинобу Фунакоси — основатель неполитической Ассоциации Фунакоси Сётокан Каратэ (FSKA). Сын двоюродного брата Гитина Фунакоси, родоначальника японского каратэ и основателя стиля Сётокан каратэ-до.

## Биография
В 1948 в 10 лет Кеннэт начал заниматься дзюдо у сэнсэя Аракаки, одновременно беря уроки плаванья у всемирно известного тренера Сакамото.
В 1956 году в США Фунакоси пошёл на занятия к сэнсэю Сонни Эмпэрадо и сразу был переведён в класс для продвинутых учеников. Спустя всего два месяца по результатам первого турнира, на котором он одного за другим победил 20 противников, он получил зелёный пояс. Через два года учебы Кеннет получил чёрный пояс.
Поступив на службу в ВВС в 1959 году, Кеннэт в это же время начал знакомиться с искусством великого чемпиона JKA сэнсэя Канадзавы. Эти занятия так потрясли его, что он добровольно вновь надел белый пояс и получил чёрный лишь через три года.
Следующие три года Фунакоси занимается у Масатаки Мори, другого старшего инструктора JKA, а с 1966 по 1969 год - у легендарного Тэцухико Асаи, другого великого чемпиона Японии.
В 1969 году, после 10 лет обучения у трёх самых сильных Японских мастеров, сам став великим чемпионом Ассоциации Каратэ в течение 5 лет подряд (1964—1968), Фунакоси был назначен Главным Инструктором Ассоциации Каратэ Гавайи.
Самостоятельно преподавать каратэ Фунакоси начал в декабре 1986.
После смерти главного инструктора JKA Накаямы и последовавших за этим разногласий в руководстве JKA, в 1987 году, Фунакоси основал неполитическую Ассоциацию Фунакоси Сётокан Каратэ. Сегодня FSKA имеет свои филиалы в США, Мексике, Азии, Европе, Южной Африке, Украине и России. В частности, в Москве это клуб «Сюдзин».